# Политические партии Албании
С 1945 по 1990 в Албании существовала однопартийная система. Единственной законной партией была Коммунистическая партия Албании (позднее — Албанская партия труда).
В 1990 году принята многопартийная система. С момента её введения доминирующими партиями в политической системе Албании являются консервативная Демократическая партия Албании и посткоммунистическая Социалистическая партия Албании.

## Партии, представленные впарламенте Албании(2005), и лидеры
- Демократическая партия Албании (Partia Demokratike e Shqipërisë, PD) — основатель Сали Бериша, с 2013 Люльзим Баша
- Социалистическая партия Албании (Partia Socialiste e Shqipërisë, PS) — Эди Рама (с 1991 по 2005 — Фатос Нано)
- Республиканская партия Албании (Partia Republikane e Shqipërisë, PR) — основатель Сабри Годо, с 1998 — Фатмир Медиу
- Социал-демократическая партия Албании (Partia Socialdemokrate e Shqipërisë, PSD) — основатель Скендер Гинуши, с 2019 — Энгел Бейтай
- Социалистическое движение за интеграцию (Lëvizja Socialiste për Intigrim) — Илир Мета
- Новая демократическая партия (Partia Demokrate e Re) — Генц Поло
- Экологическая аграрная партия (Partia Agrare Ambientaliste) — Люфтер Джувели
- Демократический альянс (Partia Aleanca Demokratike, PAD) — Неритан Цека
- Партия единства в защиту прав человека (Partia Bashkimi për të Drejtat e Njeriut, PBDNJ) — Василь Мело
- Христианско-демократическая партия Албании (Partia Demokristiane e Shqipërisë) — основатель Зеф Бушати, с 2007 Нард Ндока
- Партия социальной демократии Албании (Partia Demokracia Sociale e Shqiperise) — Паскаль Мило
- Албанская партия Национальный фронт (Partia Balli Kombëtar Shqiptar) — основатель Абас Эрменьи, с 2003 — Адриатик Алимади
- Либерально-демократический союз (Bashkimi Liberal Demokrat)

## Исторические партии
- Албанская партия труда — Энвер Ходжа
- Социал-демократическая партия (Албания, 1944—1946) — Мусина Кокалари